# ابن علان
ابن عَلَّان (996-1057هـ/1588-1647م) هو مُفسر ومحدِّث مسلم، من أهل مكة.
هو محمد علي بن محمد علان بن إبراهيم البكري الصديقي الشافعي.

## آثاره
له مصنفات ورسائل كثيرة، ولعل أشهر آثاره «ضياء السبيل» في التفسير، و «دليل الفالحين لطرق رياض الصالحين» في الحديث، وقد شرح فيه كتاب «رياض الصالحين» للنووي.